# Számológép

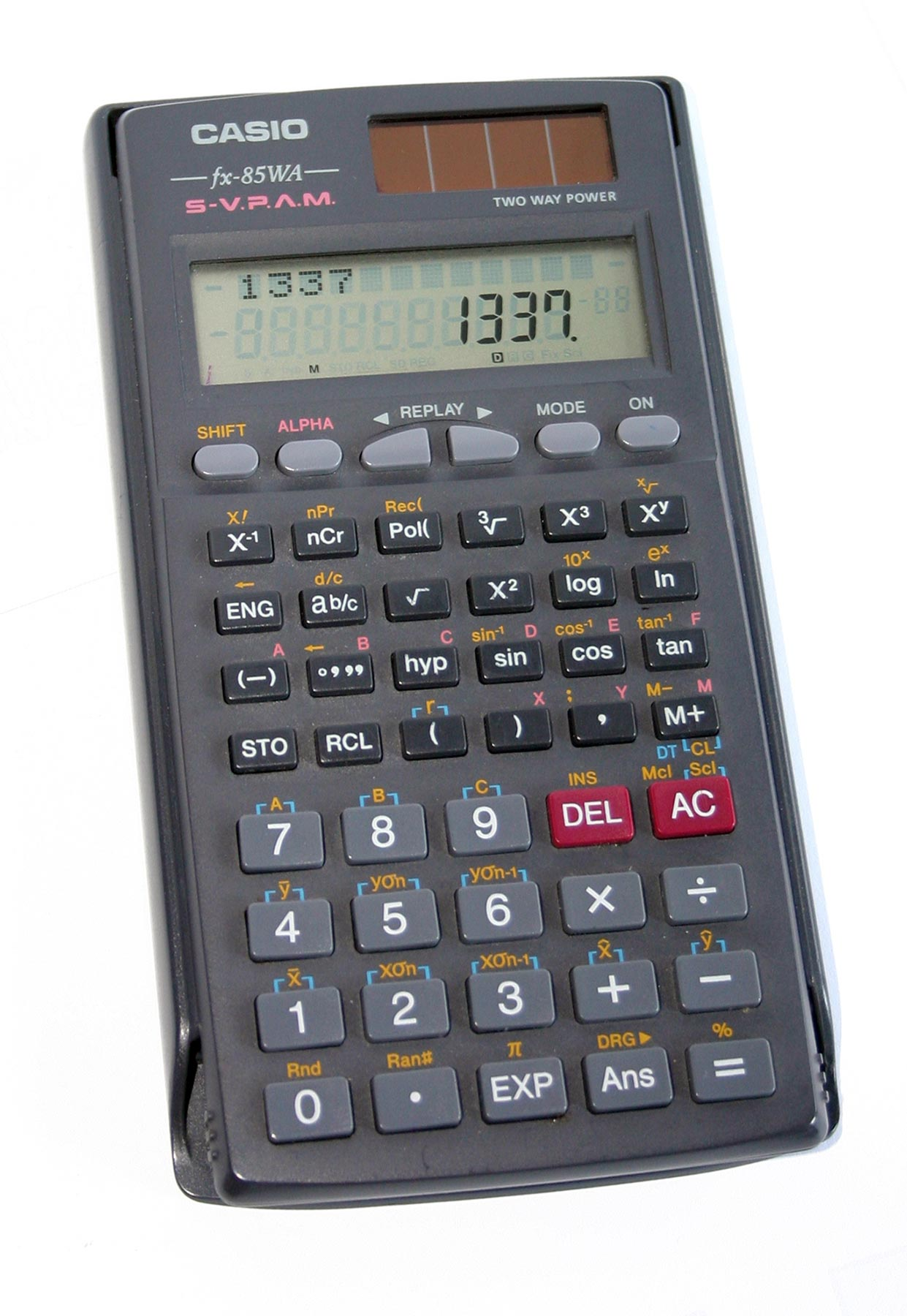
Casio tudományos számológép az 1337-es szám kijelzésével

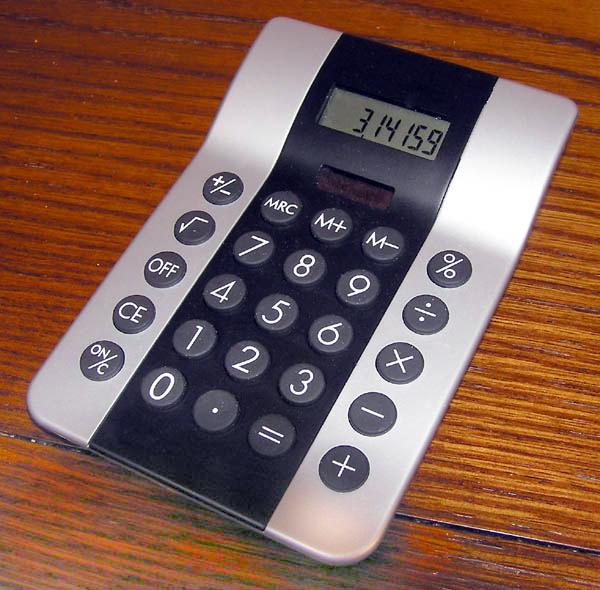
Alapszámológép a pí kijelzésével

A számológép a matematikai számítások, számolások meggyorsítására szolgáló eszköz. A mai számológépeket elsősorban a könnyű számítások elvégzésére alakították meg. Nagy előnye, hogy kis méretének köszönhetően könnyen hordozható.

## Áttekintés
A közelmúltban – nagyjából a 20. század középső harmadával bezárólag – még az abakuszokat és az összeadógépeket (úgynevezett addiátorokat), valamint a logarlécet használták széles körben a matematikai számítások megkönnyítésére. Ezeken kívül a nagyon bonyolult matematikai műveletek elvégzéséhez matematikai táblázatokat használtak. A számításokat a számolók végezték, de az eredményeknél nagy volt a hibalehetőség. Csak papírt és tollat használtak a bonyolultabb műveletekhez.
Manapság sok üzem gyárt elektromos számológépeket, amelyeknek lényegesen szélesebb a funkciókínálata. Nem csak a tudásuk, hanem a méretük, és ezektől függően az áruk is széles skálán mozog.

## Elektromos számológépek
A régi számológépek olyan nagyok voltak, mint a mai számítógépek. Az első számológépek eleinte asztali mechanikus gépek voltak, majd később ezeket felváltották az elektromechanikai asztali gépek, majd a tranzisztorral működő kisméretű szerkezetek, végül az integrált áramkörrel szereltek váltották fel ezeket. A mai számológépek tenyérméretű, mikroelektronikával szerelt szerkezetek.

### Négy alapműveletes számológép
A számológépek bonyolultságát mutatja annak összetettsége. A mai mindennapos használatra készített gépek, amiket el lehet vinni akár vásárláshoz is, hogy ellenőrizzük velük a fizetendő összeget, a következő alkatrészeket tartalmazzák:
- Energiaforrás, ami lehet ceruzaelem, gombelem vagy napelem
- Kijelző felület, ami LED vagy folyadékkristályos technológiával működik, és általában 8, 10, 12, 14 vagy maximum 16 számjegy megjelenítésére alkalmas (általában ennyi számjegyű lehet legfeljebb egy-egy számítás eredménye)
- áramkörök
- billentyűzet, amely a következő gombokat tartalmazza:
  - nullától kilencig a tíz számjegyet,
  - nagyobb alap készülékek esetén a „00”, illetve a „000” kiegészítő számjegybillentyűket,
  - a tizedesvesszőt,
  - az egyenlőségjelet amivel befejezzük a műveletet,
  - a négy alapművelet (összeadás, kivonás, szorzás, osztás) jelét;
  - egy Cancel (Mégse) billentyűt, hogy kitöröljük a jelenlegi számítást;
  - be- és kikapcsoló gombot (bár bizonyos készülékeknek nincs önálló kikapcsoló gombjuk, hanem az utolsó billentyűlenyomás után körülbelül 9 perccel automatikusan kikapcsolnak);
  - egyéb alapfunkciók, mint például a négyzetgyök és a százalék (%) jelét,
  - esetleg további alapfunkcióra – mint például pozitív és negatív számok közötti előjelváltásra – utaló jeleket.
- Fejlettebb készülékekben lehet memória is, amelyből az ott időlegesen eltárolt számítási adatot vissza lehet keresni, és az eredményre hivatkozni, ha szükséges.

Az 1990-es évektől az egyszerű műveletek elvégzése tekintetében a számológépek helyét egyre inkább a mobiltelefonok veszik át.

### Fejlett elektronikus számológépek
Bonyolultabb tudományos számítások elvégzéséhez szükség lehet trigonometrikus, statisztikai és egyéb matematikai műveletek megbízható eredményeinek gyors interpretálására. A legfejlettebb számológépek képesek grafikus függvények megjelenítésére. Ezek a modellek már programozhatóak: a számológépek programjai között megtalálhatók az algebrai egyenletek megoldására, a pénzügyi problémák kezelésére alkalmas függvények. Ezek a gépek már tíz számjegyig képesek számolni, illetve a képernyő teljes terjedelmét betöltő pontossággal adják meg a törtek tizedes alakban kapott értékét. Tudományos alakjukban 9,999999999×1099-ig képesek számot megjeleníteni. Ha ennél nagyobb számokkal akarunk számolni, például 100! (ejtsd: száz faktoriális) értékét akarjuk megtudni, a gép hibaüzenetet ír ki. Bonyolult feladat a memóriát ezekhez a nagy számokhoz igazítani ilyen kis készülékekben.
Szintén hibaüzenetet kapunk, ha érvénytelen, nem teljesíthető műveletet akarunk végrehajtani. Ilyen például a nullával való osztás, vagy páros kitevőjű gyök vonása negatív számból. (A legtöbb számológép nem engedi meg a komplex számok használatát, de vannak olyan drága gépek, amelyeknél van erre külön funkció. Vannak olyan gépek, amelyek a kétféle hibát különböző jelzésekkel tudatják. Ebben az esetben sem könnyű első ránézésre kideríteni, mi okozta a hibát.)
Csak pár cég fejleszt számológépet. Ezek közé tartozik a többnyire amerikai vagy esetleg japán Casio, a Sharp, a Hewlett-Packard, az Epson, a Texas Instruments és a magyar EMG.

## Használata az oktatásban

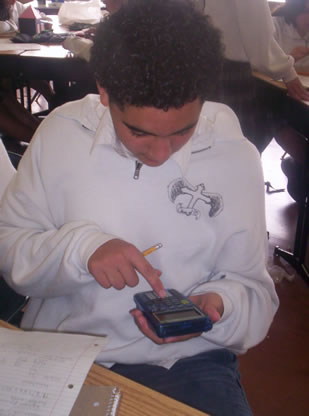
Egy diák számológépet használ

A legtöbb fejlett országban a diákok használnak számológépet iskolai munkájuk során. Voltak ezzel szemben ellenérzések, olyan indokkal, hogy így a diákokban nem fejlődnek ki az alapvető matematikai készségek. Vannak olyan oktatási tervek, amelyek szerint az első néhány évben, amíg készségszintre ki nem fejlődik a fejben, illetve írásban történő számolás, addig nem használhatnak a tanulók számológépet. Az oktatás egy másik felfogása szerint a matematika tanításának legnagyobb feladata a problémamegoldó készségek kifejlesztése, illetve további fejlesztés.
Egy másik probléma lehet, ha a diákok csak a végeredmény leellenőrzéséhez használhatják a gépet, de ezzel szemben az az érv merült fel, hogy nagyon sokan még a legtriviálisabb számításokat is leellenőrzik, így viszont nagymértékben lassul a feladatmegoldás sebessége.

## Egyéb gondok használat közben

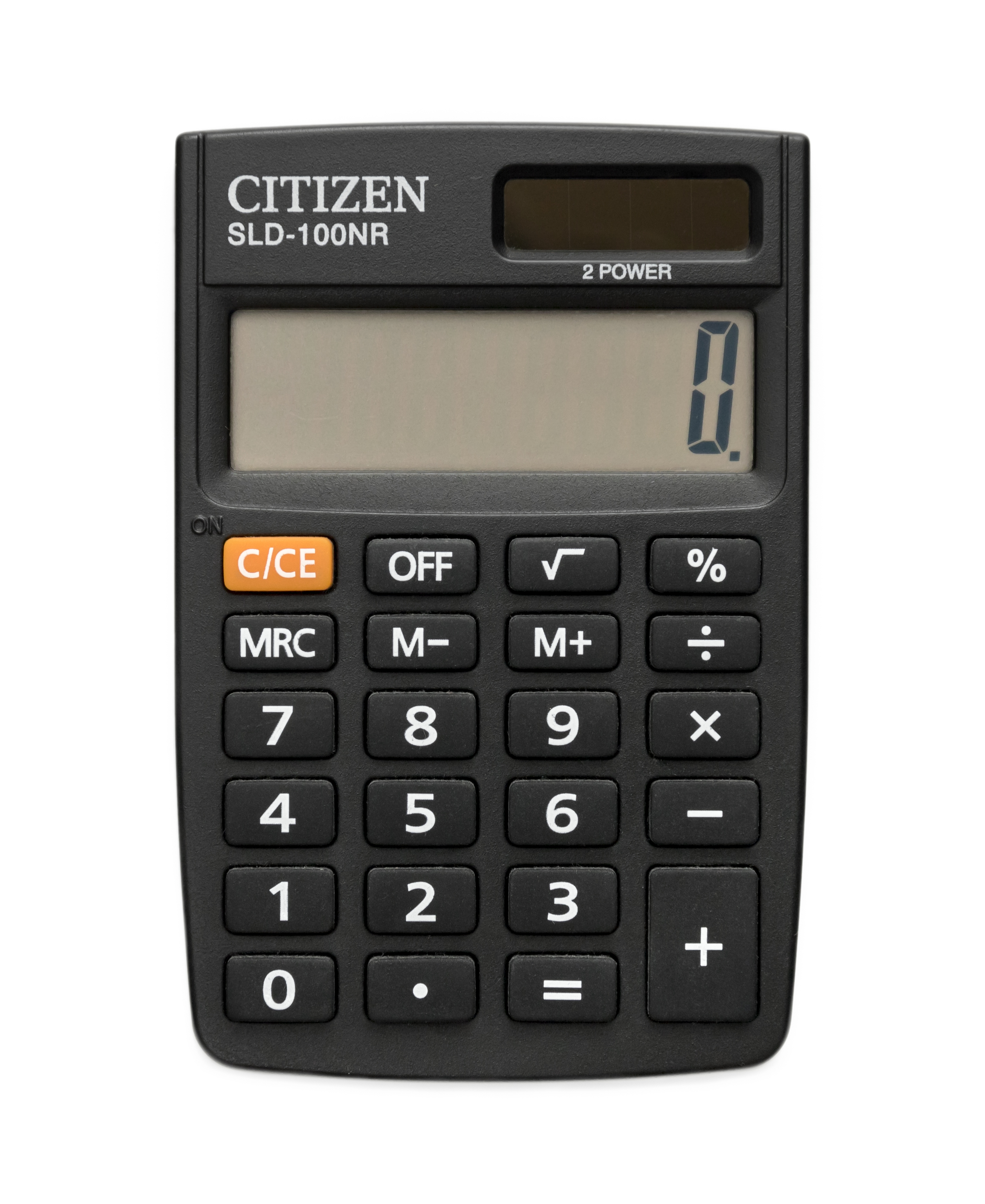
Alap számológép

A számológép használata több hibát rejt magában. Ilyen például, ha a gép beállítása miatt csak bizonyos, például egész értékre kerekített eredményt ad meg, és a tanuló ezt újra beütve számol tovább. Egyéb hibalehetőség továbbá a helyi érték téves megállapítása, illetve a tizedesvessző figyelmen kívül hagyása vagy összetévesztése az áttekinthetőséget segítő ezres tagolópontokkal.
A legtöbb, mindennapi használatra készült számológép csak bizonyos határon belül pontos. Van egy helyi érték, aminél pontosabb számításoknál elkerülhetetlenül hiba lép fel. Ez leegyszerűsíti a számításokat, de hatványozottan is jelentkezhet a valós eredménytől való eltérés. Ilyen például, ha az adott számot hatványozzuk. A hiba nagysága a kitevőtől függ. Ezen kívül lehetséges olyan hiba is, amikor a számológép például 51,99999999-et ad eredményül, pedig a pontos eredmény kereken 52. Ennek a neve adatbázisrögzítő hiba. Ezen kívül vannak olyan számológépek, amelyek figyelmen kívül hagyják a műveleti sorrendet. Nagyjából az alap számológépek mindegyike ilyen.
Vannak olyan számok, mint például a 2/3, amelynek nem lehet kiírni a pontos értékét tizedestört alakban (irracionális szám esetleg szakaszos végtelen tizedestört esetében). Ilyenkor a számológép a kerekítési szabályok figyelembevételével egy kerekített értéket fog megadni. Vannak viszont olyan számok, amelyeket nehéz felismerni tizedestört alakban. Ilyen például a 0,14285714… Ez pontos értéke lehet az 1/7-nek (a „142857” szakasz a végtelenségig ismétlődik). Közönséges törtekkel számolni kicsit kényelmetlenebb.

## Számológép vs. számítógép
A legfontosabb különbség, hogy a számítógép valamilyen fokú programozhatósággal rendelkezik, míg a számológép nem.
A két technológia közötti egyik eltérés, hogy a számológépek kettes számrendszerbe átkódolt tízes számrendszerbeli számokkal dolgoznak, míg a számítógépekben már eleve kettes számrendszerben vannak az adatok. A másik nagy különbség a két termék piacán figyelhető meg. Míg a számológépeknél elsősorban az árat nézik a két hasonló komplexitású feladat elvégzésére képes gép között, addig a számítógépeknél a gyorsaság a legfontosabb szempont. A számológépek sebességének egyik legfontosabb változója az, milyen gyorsan tudja a felhasználó bevinni a feladatot. Így a számológépek gyártói megpróbálják minimalizálni a csipbe beépített függvények számát, és a csip ezek kombinációjával számítja ki a különböző műveletek végeredményeit.
Például a számológépek a lebegőpontos számítás helyett ROM-ba kódolják az információt, így a trigonometrikus problémák megoldásához a Volder algoritmust használják, mivel az nem igényel lebegőpontos helyet.
A személyi számítógépek és a PDA rengeteg számítási módszert kínál fel. Ezek közül néhány:
- Rengeteg program létezik, hogy segítse a számítások elvégzését. Vannak egyszerű számításokra alkalmasak, és vannak olyanok, amelyek a számítások széles skálájával boldogulnak. Az utóbbiak közé tartozik a Microsoft Calculator. a bonyolultabb táblázatkezelő programok, mint az Excel és az OpenOffice.org Calc nevű alkalmazása.
- Számítógépes algebrai programok, mint a Mathematica, a Maple vagy a Matlab képesek mesterszintű feladatok végrehajtására. Ezek már kezelik a vektorokat, pivotálnak, 3 dimenziós függvényeket képesek megjeleníteni, magasabb fokú egyenleteket megoldani. A számokat betűkkel helyettesítve megadják az adott probléma (például egyenlet) általános megoldását.
- A HTML és a JavaScript nyelvekkel is lehet programokat írni ilyen feladatra.
- Vannak olyan oldalak az interneten, amelyek elvégzik a matematikai feladatot és a megoldást visszaküldik a felhasználó számítógépére.

## Rövidítések
- A alfa mód
- AC kijelző törlése
- ALG algebrai mód
- AMRT amortizáció
- APD automatikus kikapcsolás (A Texas Instruments gépei öt perc után kikapcsolnak)
- BIN kettes számrendszerben a szám
- C törlés
- CE bejegyzés törlése
- CMPD kamatos kamat
- CNVR kamatkonverter
- D dátum (megmutatja az aktuális dátumot)
- DEG fok
- DEL karakter törlése
- DMS fok, szögperc, szögmásodperc
- DRG fok, radián, újfok
- E hiba
- ENG 1000 hatványaival számol (mérnöki normálalak)
- EXP exponenciális alak
- FLO normálalak
- GPM nettó határprofit (kiszámítja egy termék eladási árát és a rajta realizálható nyereséget vagy veszteséget)
- HEX megadja a szám hexadecimális (tizenhatos számrendszerbe átírt) alakját
- HYP hiperbola függvény
- IC megadja, hogy egy adott billentyű hányszor került leütésre egy megadott idő alatt
- LOG logaritmus
- LS
- M- törlés a memóriából
- M+ hozzáadás a memóriához
- MC memória törlése
- MDY hónap-nap-év
- MR memória visszahívása
- MRC memória visszahívása
- MS memóriában tárolja a kijelzőn lévő számot
- MU
- OCT nyolcas számrendszerben megadja az adott értéket
- P nyomtatási mód
- Pol megadja az átfogót, a befogók begépelése után vesszővel elválasztva
- Ran# RAndom szám, 0 és 1 között
- RS
- S
- SMPL kamatszámítás
- STO elmentés memóriában
- STR elmentés memóriában
- TVM a pénz időértéke

## Története

### A kezdetek: Az abakusz

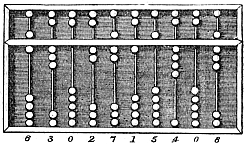
Kínai abakusz

Az első, a számítási feladatot megkönnyítő eszköz az abakusz volt. Fa kereten fémrudakon golyókat lehet húzni. Sokkal régebbi, mint az arab számrendszer. Régen elterjedt volt mindenhol, de ma már csak Kínában használják a kereskedők.

### A 17. század
1623-ban Wilhelm Schickard építette az első automatikus számológépet, aminek a számoló óra nevet adta. 22 évvel később, 1645-ben Blaise Pascal francia filozófus megalkotta a később Pascaline néven ismertté vált szerkezetet, amit 1799-ig használtak az adók kiszámításához. A német filozófus, Leibniz Calculus ratiocinatort.

### A 19. század
Charles Babbage létrehozta azt a rendszert, ami alapján a mai programozható számítógépek működnek. De amit megépített, túl nehéz volt ahhoz, hogy működtetni lehetett volna.

### 1930–1970
Az 1930-as évektől az 1970-es évekig a mechanikus számológépek uralták a piacot. A legnagyobb gyártók közé tartozott a Friden, a Monroe és az SCM/Marchant. Ezeket a szerkezeteket motor hajtotta. Az összeadás és a kivonás az egyszerű összeadógépek mintáján működött, de a szorzás csak ismételt összeadás, az osztás pedig ismételt kivonás útján volt megvalósítható. A kézi meghajtású eszközöket, mint amilyen például az 1948-as fejlesztésű Curta, az 1970-es évek végéig használatban voltak.

#### 1950
1954-ben az IBM bemutatott egy nagy, csak tranzisztorokkal működő számológépet, és 1957-ben piacra dobták az első kereskedelmi példányt (IBM 608). 1961 elején elkészült az első teljesen elektromosan működő számológép, a Bell Punch/Sumlock Comptometer ANITA (A New Inspiration To Arithmetic) Mark VII. A gépben talált hibákat szeptemberre kijavították, és kijött az új, sokkal hatékonyabb változat, a Mark VIII. Ez volt a legjobb számológép egészen 1963-ig.
|  |  |  |  |